# Balma
Balma (okzitanisch: Balmar) ist eine Gemeinde im Süden Frankreichs. Balma liegt in der Region Okzitanien (zuvor Midi-Pyrénées) im Département Haute-Garonne und ist Teil des Arrondissements Toulouse sowie des Kantons Toulouse-10 (zuvor Toulouse-8). Die Einwohner heißen Balmanais bzw. Balmanaises.

## Geografie
Balma liegt als Banlieue von Toulouse am rechten Ufer des Hers-Mort. An der östlichen Gemeindegrenze verläuft die Seillonne. Umgeben wird Balma von den Nachbargemeinden L’Union im Norden, Montrabé im Nordosten, Pin-Balma im Osten, Flourens im Südosten, Quint-Fonsegrives im Süden und Toulouse im Westen.

## Entwicklung der Einwohnerzahl
| Jahr | Einwohner |
| ---- | --------- |
| 1962 | 2.890     |
| 1968 | 4.276     |
| 1975 | 7.127     |
| 1982 | 8.117     |
| 1990 | 9.506     |
| 1999 | 11.944    |
| 2006 | 12.793    |
| 2017 | 16.568    |
| 2019 | 16.625    |

## Sehenswürdigkeiten
- Château de Thégra
- Kirche Saint-Joseph
- Kirche Saint-Martin-de-Boville

Siehe auch: Liste der Monuments historiques in Balma

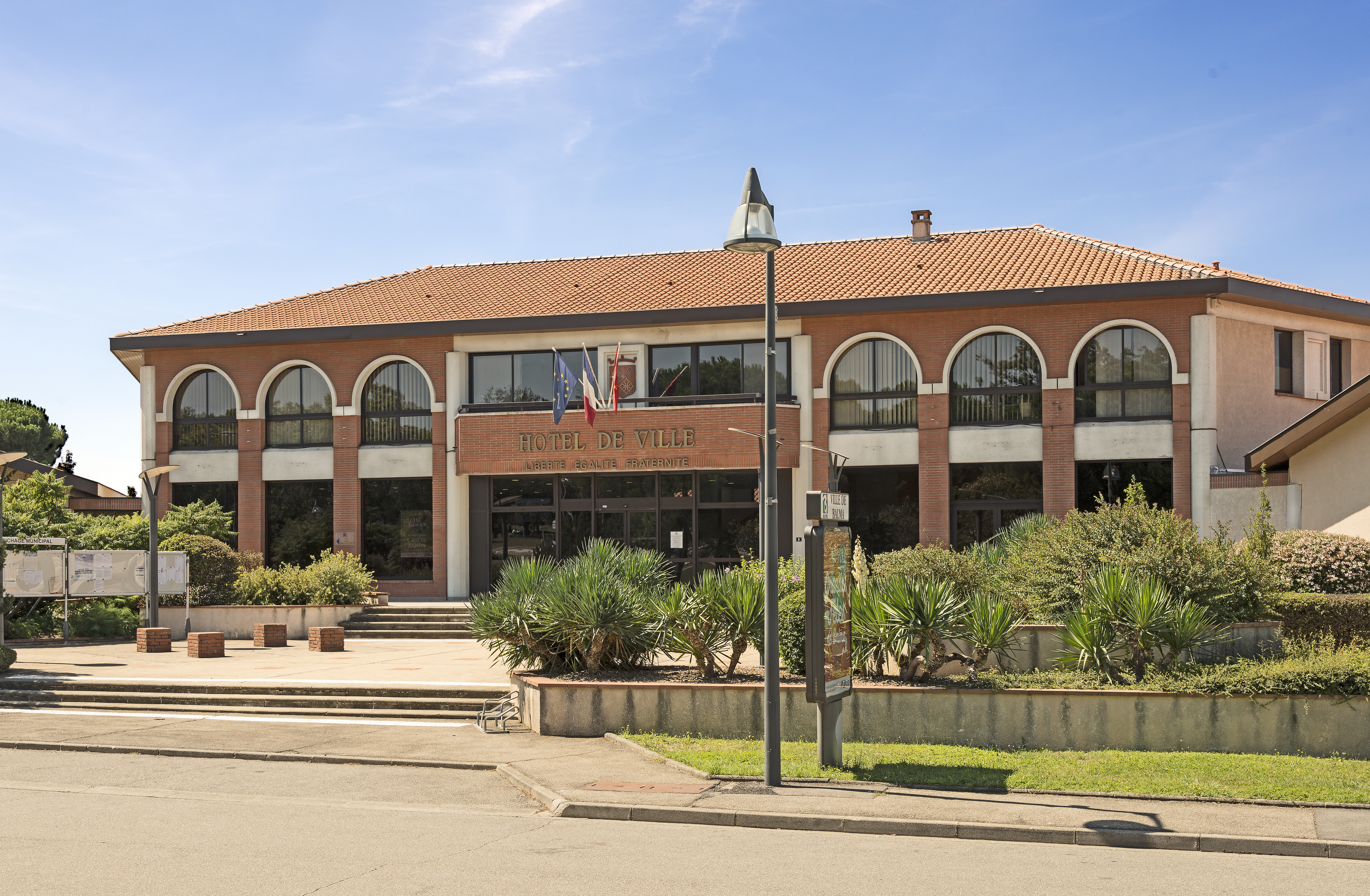
Rathaus
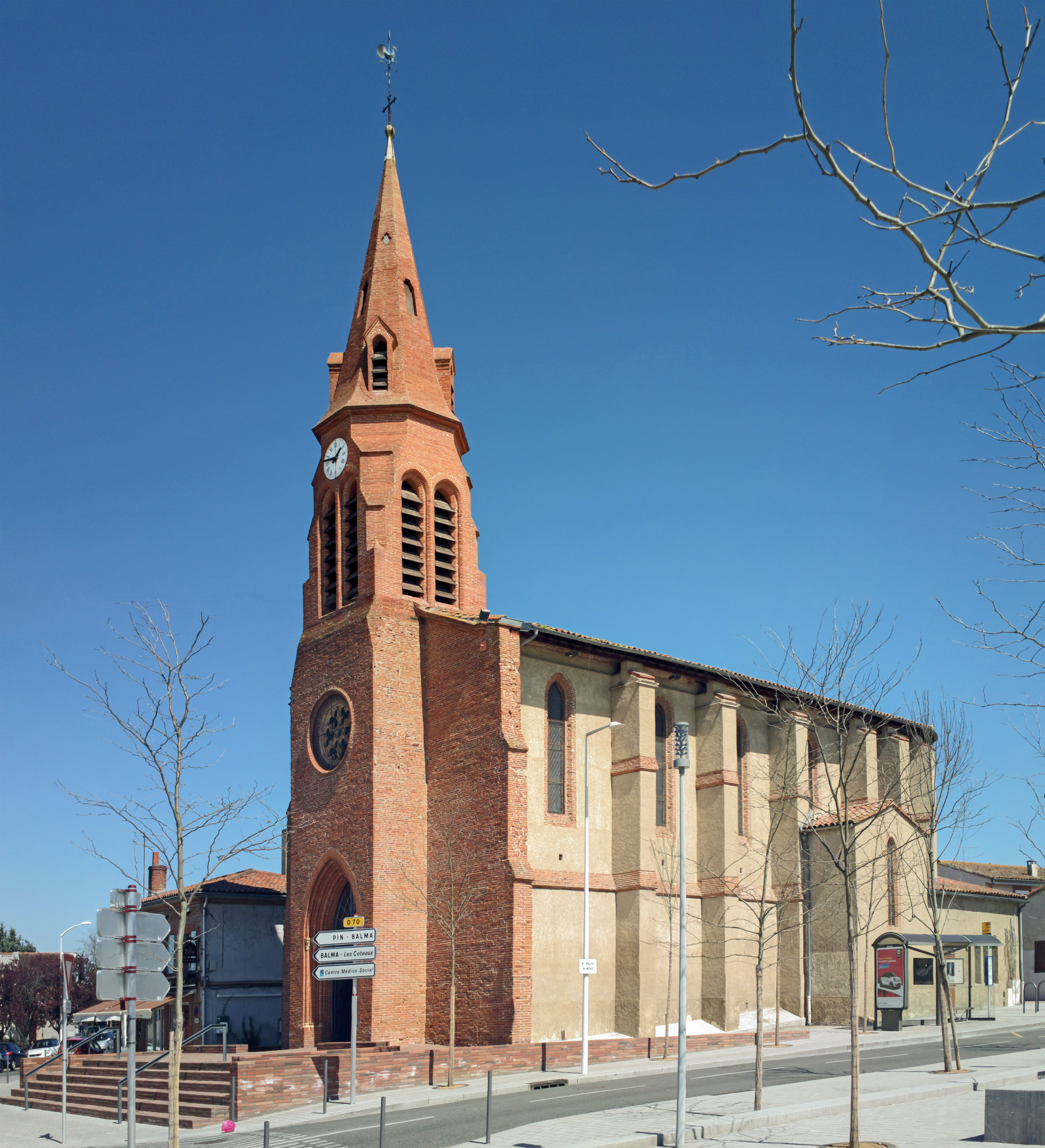
Kirche Saint-Joseph
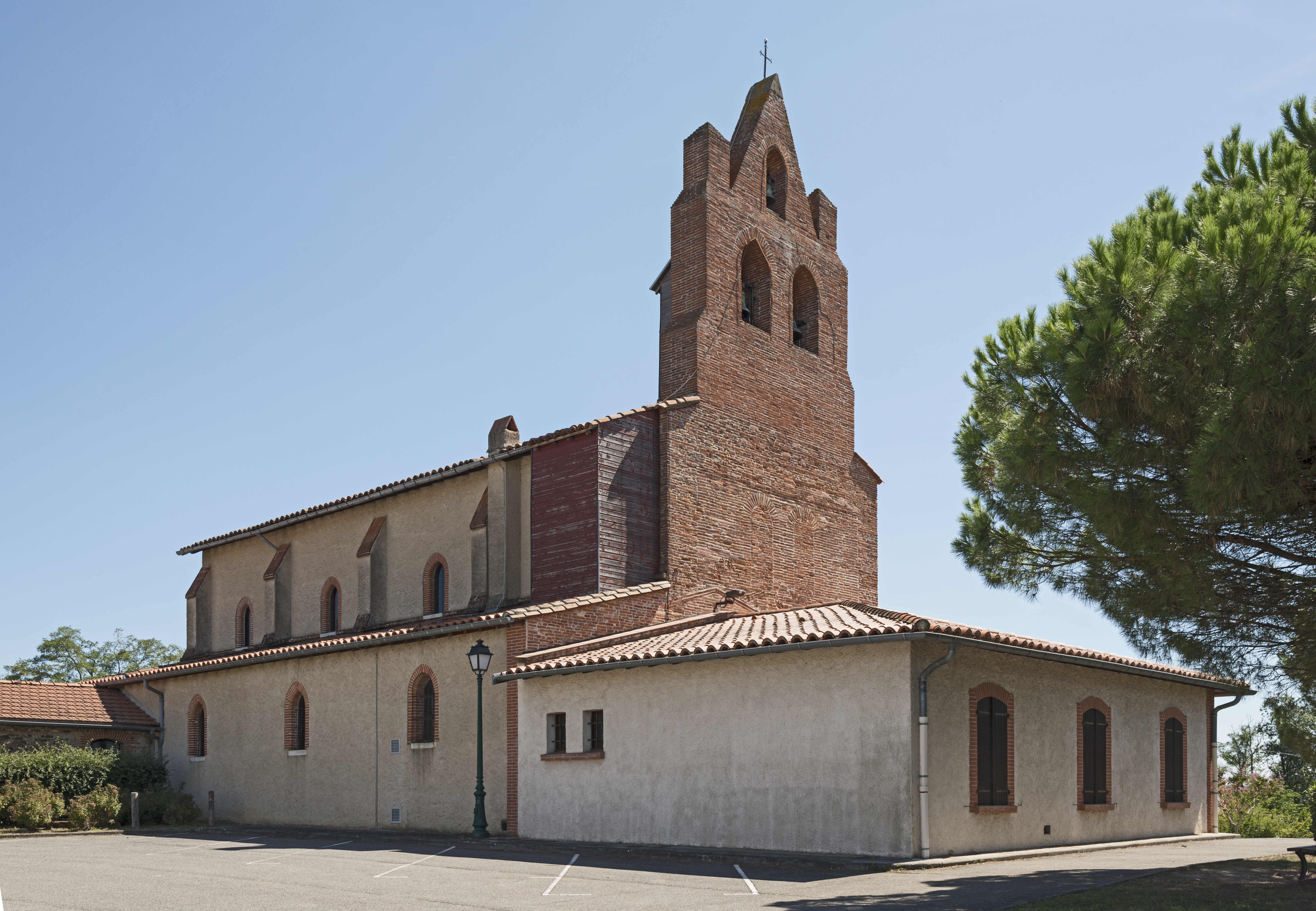
Kirche Saint-Martin-de-Boville
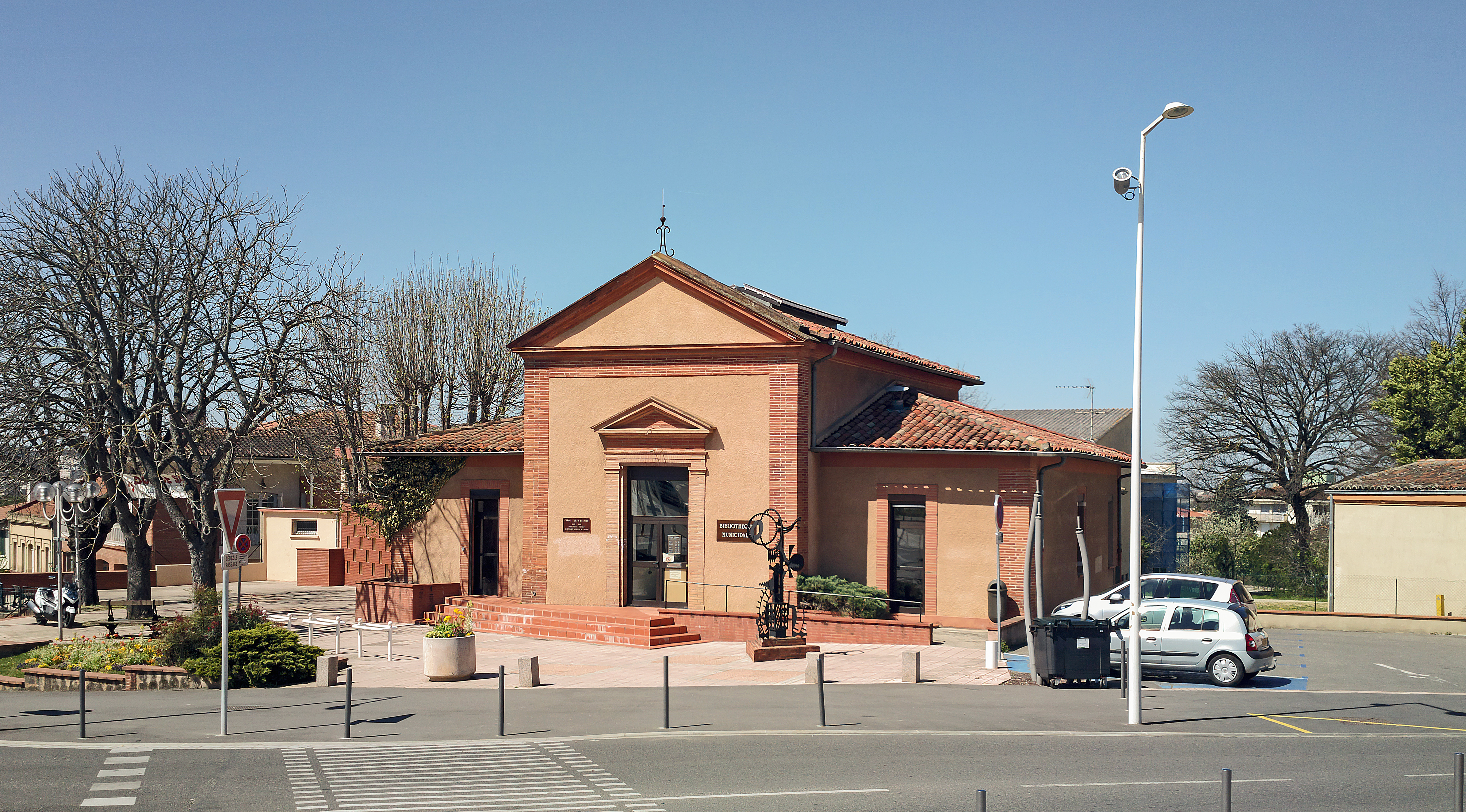
Öffentliche Bibliothek
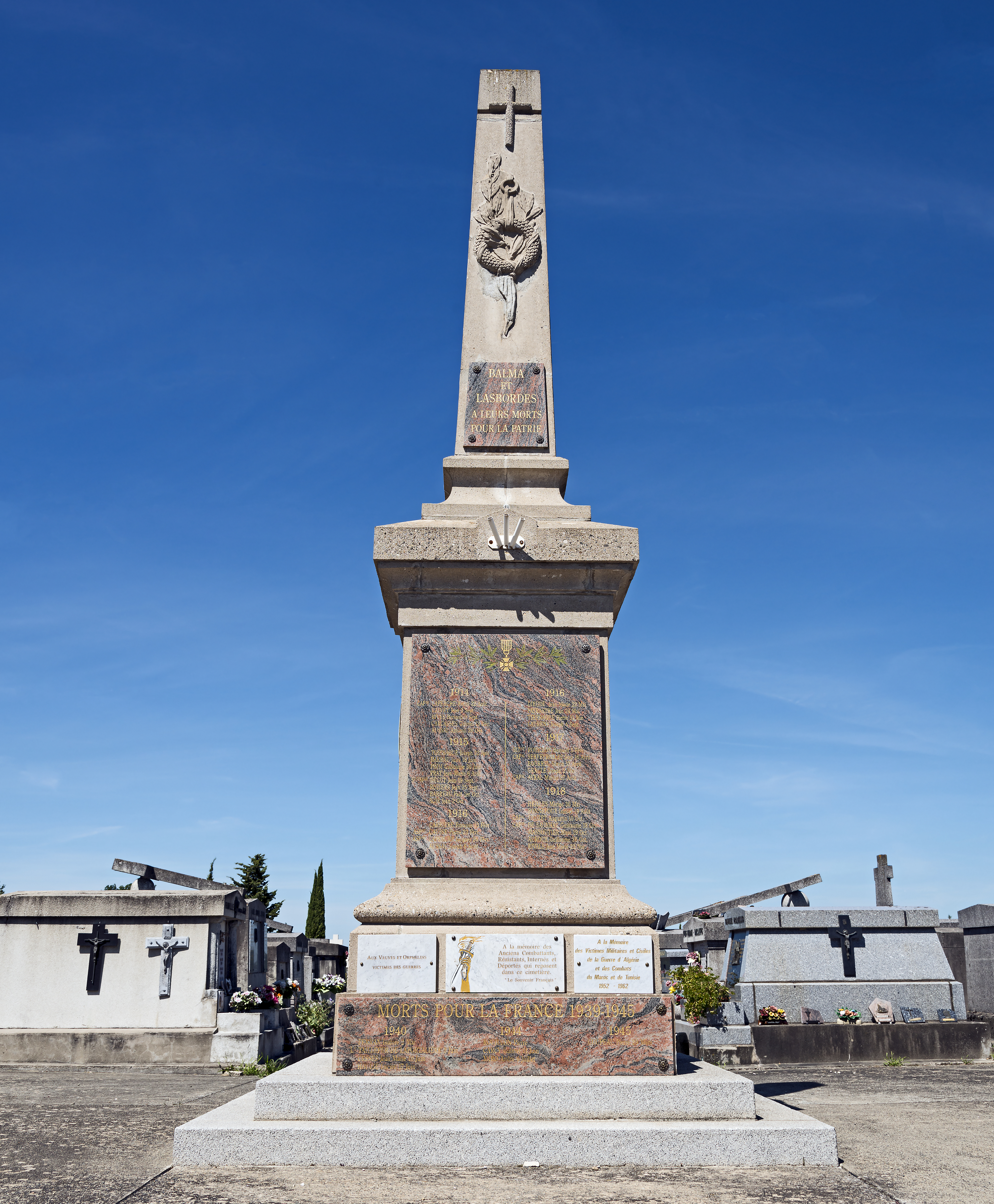
Kriegerdenkmal

## Verkehr
Etwa 2,5 km südlich der Ortsmitte befindet sich der Flugplatz Toulouse-Lasbordes.

## Persönlichkeiten
- Gabriel de Gramont (1486–1534), Kardinal und Erzbischof von Toulouse, im erzbischöflichen Château in Balma verstorben
- Léopold Niel (1846–1918), Brigadegeneral
- José Cabanis (1922–2000), Jurist und Schriftsteller